# Chłopaczki z sąsiedztwa
Chłopaczki z sąsiedztwa (ang. Don't Be a Menace to South Central While Drinking Your Juice in the Hood) – amerykańska komedia wyreżyserowana przez Parisa Barclaya w 1996 roku, parodia tzw. hood films. Scenarzystami filmu są m.in. jedni z czołowych komików Hollywood – bracia Wayans.

## Fabuła
Film jest parodią, która ukazuje życie „chłopaka z sąsiedztwa” w latach 90. XX wieku, m.in. w Los Angeles. Młody Ashtray przybywa do swojego ojca, który paradoksalnie jest od niego młodszy parę lat. Przy okazji odwiedza swojego zwariowanego kuzyna, Loc Doga. Poznaje w tamtejszej okolicy dziewczynę Dashiki, w której się zakochuje. Gdy okazało się, że Dashiki posiada siedmioro dzieci – Ashtray staje przed dużym wyzwaniem.

## Obsada
- Shawn Wayans – Ashtray
- Marlon Wayans – Loc Dog
- Tracey Cherelle Jones – Dashiki
- Chris Spencer – Preach
- Suli McCullough – Crazy Legs
- Keenen Ivory Wayans – listonosz
- Omar Epps – Malik
- Faizon Love – Rufus
- Lester Barrie – Pastor
- Lahmard J. Tate – ojciec Ashtraya